# Danh sách chính đảng Cuba
Bài này liệt kê các đảng phái chính trị ở Cuba. Không có đảng được phép vận động hay chứng thực các ứng cử viên cho cuộc bầu cử, trong đó có Đảng Cộng sản. Các ứng cử viên được bầu trên cơ sở trưng cầu ý dân cá nhân mà không có sự tham gia của đảng chính thức, mặc dù hội đồng được bầu chủ yếu bao gồm các thành viên của đảng thống trị cùng với các ứng cử viên không trực thuộc.
- Cuba Độc lập và Dân chủ (Cuba Independiente y Democratica)
- Phong trào Tự do Cuba (Partido Liberal Nacional de Cuba)
- Liên minh Tự do Cuba (Unión Liberal Cubana, member LI)
- Đảng Dân chủ Thiên Chúa giáo Cuba (Partido Demócrata Cristiano de Cuba)
- Xu hướng Xã hội chủ nghĩa Dân chủ Cuba (Corriente Socialista Democratica Cubana)
- Đảng Dân chủ Xã hội Cách mạng Cuba (Partido Social-Revolucionario Democrático de Cuba)
- Đảng Đoàn kết Dân chủ (Partido Solidaridad Democrática, thành viên LI)
- Hiệp đồng Dân chủ xã hội Cuba (Coordinadora Social Demócrata de Cuba)
- Đảng Cách tân Chính Thống giáo (Partido de la Renovación Ortodoxa)

Kết quả là các cuộc biểu tình chính trị của các đảng đối lập xảy ra rải rác trên đảo.
Pháp luật Cuba cũng quy định rằng sẽ trừng phạt việc nhận tiền tài trợ từ chính phủ nước ngoài cho các mục đích của tổ chức chính trị.

## Cựu đảng
- Partido Liberal
- Partido Ortodoxo
- Partido Auténtico